# Chamaelycus
Chamaelycus is een geslacht van slangen uit de familie Lamprophiidae.

## Naam en indeling
De wetenschappelijke naam van de groep werd voor het eerst voorgesteld door George Albert Boulenger in 1919. Er zijn drie soorten, een vierde soort (Chamaelycus werneri) wordt tegenwoordig als een synoniem van Chamaelycus fasciatus beschouwd. De slangen werden eerder aan andere geslachten toegekend, zoals Alopecion, Lycophidium, Lycophidion en Oophilositum

## Verspreiding en habitat
De soorten komen voor in delen van Afrika en leven in de landen Congo-Kinshasa, Congo-Brazzaville, Gabon, Angola, Equatoriaal-Guinea, Kameroen, Nigeria, Togo, Ghana, Ivoorkust, Liberia, Sierra Leone, Centraal-Afrikaanse Republiek en Oeganda.Chamaelycus fasciatus komt daarnaast mogelijk voor in Benin. De habitat bestaat uit vochtige tropische en subtropische laaglandbossen.

## Beschermingsstatus
Door de internationale natuurbeschermingsorganisatie IUCN is aan twee soorten een beschermingsstatus toegewezen. De slangen worden beschouwd als 'veilig' (Least Concern of LC).

## Soorten
Het geslacht omvat de volgende soorten, met de auteur en het verspreidingsgebied.
| Naam                  | Auteur          | Verspreidingsgebied |
| --------------------- | --------------- | --- |
| Chamaelycus christyi  | Boulenger, 1919 | Congo-Kinshasa, Congo-Brazzaville |
| Chamaelycus fasciatus | Günther, 1858   | Congo-Kinshasa, Congo-Brazzaville, Gabon, Equatoriaal-Guinea, Kameroen, Nigeria, Togo, Ghana, Ivoorkust, Liberia, Sierra Leone, Centraal-Afrikaanse Republiek, Oeganda, mogelijk in Benin |
| Chamaelycus parkeri   | Angel, 1934     | Congo-Kinshasa, Congo-Brazzaville, Angola |